# Église Saint-François-de-Paule de Nice
Pour les articles homonymes, voir Église Saint-François-de-Paule.
L’église Saint-François-de-Paule, construite de 1733 à 1775, est une église catholique de Nice. Elle dépend du diocèse de Nice. Elle est dédiée à saint François de Paule.

## Présentation
Elle a été bâtie avec le couvent attenant par les minimes, fondés par François de Paule. La construction aurait été supervisée par Bernardo Vittone. Elle suit plusieurs étapes, pose de la première pierre en 1733, rénovation et embellissement en 1741 et en 1762, achèvement de la façade en 1775.
Après la Révolution, et la disparition de l'ordre, l'église est transformée en paroisse en 1802 puis réunie à Sainte-Réparate avec les dominicains en 1939.
Son style mélange le baroque tardif piémontais et le néoclassique. Située rue Saint-François-de-Paule, elle est occupée par des minimes, puis aujourd'hui par des dominicains. La construction de cette église est liée au développement de la ville au XVIIIe siècle. À cette époque, cette rue était en effet la plus importante et la plus belle de Nice.
La façade serait l'œuvre de Pietro Bonvicini. Au-dessus du portail, un médaillon porte la devise des Minimes, Charitas (Charité). La façade a fait l'objet d'une rénovation en 2004.

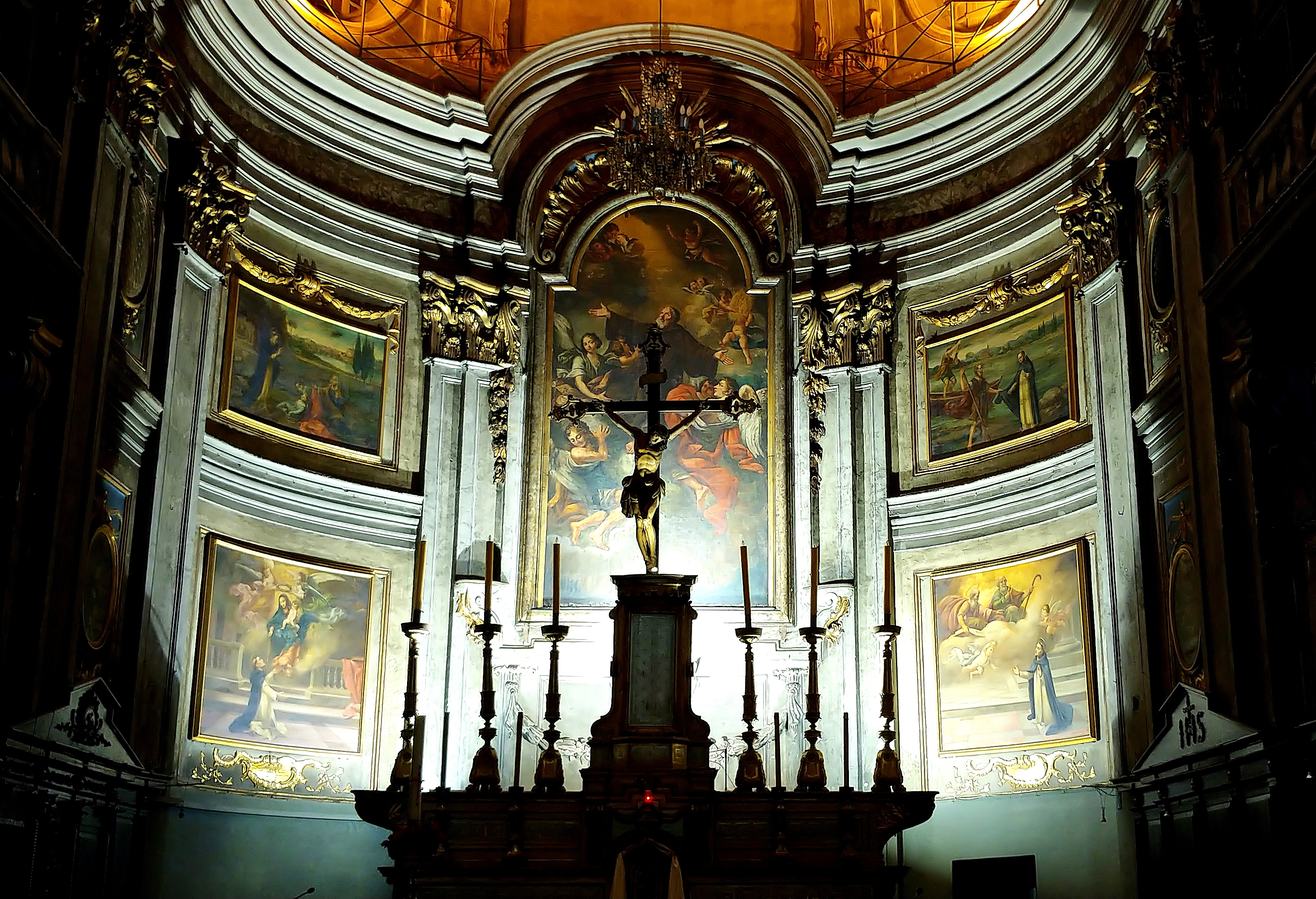
Choeur

À l'intérieur, la décoration emprunte à l'iconographie des minimes et des dominicains. Le maître-autel est surmonté d'un tableau, L'apothéose de saint François-de-Paule. Quatre scènes peintes par Olivotto Gastaldi en 1934 sont également présentes dans le chœur :
- Dominique rend la vie à un jeune homme.
- La Vierge tendant le Rosaire à saint Dominique.
- Le ciel fournit à saint Dominique un denier pour payer son passage.
- Saint Pierre et saint Paul apparaissent à saint Dominique pour lui remettre le bâton de pasteur et le livre des Écritures sur les paroles : « Va et prêche! »